# マースク
マースク（Marske、1750年 - 1779年）は、18世紀中ごろに活躍したイギリスの競走馬・種牡馬。エクリプスの父であり、6戦3勝、イギリス種牡馬チャンピオン2回の記録を残した。体高（肩までの高さ）は15ハンド（約152.4センチメートル）ほど。

## 生涯
マースクは1750年、ヨークシャーリッチモンドの近くでジョン・ハットンによって生産された。それからほどなくアラブ馬と引き替えにカンバーランド公爵ウィリアム・オーガスタスの手に渡り、生まれた村（Marske, North Yorkshire）にちなんでマースクと名付けられたという。競走成績は1754 - 1756年の3年間に6戦して3勝。1754年5月に行われたジョッキークラブプレートでブリリアント、パイソンを破り、10月のガワーズジンジャーとのマッチレース、および一度の単走が勝ち鞍である。
1756年に行われたスナップとの連戦（1000ギニーのマッチレース）に負けたあと引退し、ウィンザーのカンバーランドロッジに種牡馬として供用された。しかしカンバーランド公爵はマースクをあまり重用せず、この時期の産駒はほとんど知られていない。1760年スピレッタという名の牝馬との交配に恵まれエクリプスを出したのみである。1765年カンバーランド公爵の死に際しては近くの農夫に端金で売られている。
その後エクリプスの所有者になったワイルドマンによって20ギニーで買い上げられ30ギニーの種付け料で供用された。さらに1769年には1000ギニーの高値でアビンドン伯爵ウィロービー・バーティーに売却され、エクリプスの活躍により100ギニーという極めて高い種付け料が設定されると、交配される繁殖牝馬の質も跳ね上がった。1775,1776年にはヤングマースクとシャークの活躍により種牡馬チャンピオンになるまでになった。そのほかの産駒にポンタック、ミューゴ、マスカレードらがいる。1779年マースクはライクロフトで死んだ。29歳であった。

## 主な産駒
- エクリプス - 18戦18勝（20戦20勝、26戦26勝とも）
- ヤングマースク - ニューマーケットで数勝、種牡馬としても成功
- シャーク - 29戦19勝、獲得賞金1万6057ギニー、のちアメリカに輸出
- ポンタック - ニューマーケットで活躍、1788年のダービーステークス優勝馬サートーマスの父
- ガリック
- プリテンダー
- トランジット

## 血統表
| マースクの血統（ダーレーアラビアン系 / Grey Wilkes (Clumsey) 3×5=15.62%） | マースクの血統（ダーレーアラビアン系 / Grey Wilkes (Clumsey) 3×5=15.62%） | マースクの血統（ダーレーアラビアン系 / Grey Wilkes (Clumsey) 3×5=15.62%） | （血統表の出典）       | （血統表の出典） |
| 父 Squirt 1732 栗毛                                                       | 父の父Bartlet's Childers 1716 鹿毛                                        | Darley Arabian                                                            | 不明                   | 不明             |
| 父 Squirt 1732 栗毛                                                       | 父の父Bartlet's Childers 1716 鹿毛                                        | Darley Arabian                                                            | 不明                   |                  |
| 父 Squirt 1732 栗毛                                                       | 父の父Bartlet's Childers 1716 鹿毛                                        | Betty Leedes                                                              | Old Careless           | Old Careless     |
| 父 Squirt 1732 栗毛                                                       | 父の父Bartlet's Childers 1716 鹿毛                                        | Betty Leedes                                                              | Cream Cheeks           |                  |
| 父 Squirt 1732 栗毛                                                       | 父の母Snake Mare 1713                                                     | Snake                                                                     | Lister Turk            | Lister Turk      |
| 父 Squirt 1732 栗毛                                                       | 父の母Snake Mare 1713                                                     | Snake                                                                     | 不明                   |                  |
| 父 Squirt 1732 栗毛                                                       | 父の母Snake Mare 1713                                                     | Grey Wilkes                                                               | Hautboy                | Hautboy          |
| 父 Squirt 1732 栗毛                                                       | 父の母Snake Mare 1713                                                     | Grey Wilkes                                                               | Pet Mare               |                  |
| 母 Blacklegs Mare                                                         | 母の父Hutton's Blacklegs 1725 鹿毛                                        | Hutton's Bay Turk                                                         | 不明                   | 不明             |
| 母 Blacklegs Mare                                                         | 母の父Hutton's Blacklegs 1725 鹿毛                                        | Hutton's Bay Turk                                                         | 不明                   |                  |
| 母 Blacklegs Mare                                                         | 母の父Hutton's Blacklegs 1725 鹿毛                                        | Coneyskins Mare                                                           | Coneyskins             | Coneyskins       |
| 母 Blacklegs Mare                                                         | 母の父Hutton's Blacklegs 1725 鹿毛                                        | Coneyskins Mare                                                           | Clubfoot               |                  |
| 母 Blacklegs Mare                                                         | 母の母Bay Bolton Mare 1728                                                | Bay Bolton                                                                | Grey Hautboy           | Grey Hautboy     |
| 母 Blacklegs Mare                                                         | 母の母Bay Bolton Mare 1728                                                | Bay Bolton                                                                | Makeless Mare          |                  |
| 母 Blacklegs Mare                                                         | 母の母Bay Bolton Mare 1728                                                | Fox Cub Mare                                                              | Fox Cub                | Fox Cub          |
| 母 Blacklegs Mare                                                         | 母の母Bay Bolton Mare 1728                                                | Fox Cub Mare                                                              | Coneyskins Mare F-No.8 |                  |